# Ентони Едвардс
Ентони Едвардс (енгл. Anthony Edwards; Атланта, Џорџија, 5. август 2001) амерички је кошаркаш. Игра на позицији бека, а тренутно наступа за Минесота тимбервулвсе.
На НБА драфту 2020. одабрали су га Минесота тимбервулвси као првог пика.

## Успеси

### Репрезентативни
- Олимпијске игре:  2024.

### Појединачни
- НБА ол-стар меч (3): 2023, 2024, 2025.
- Идеални тим НБА — друга постава (2): 2023/24, 2024/25.
- Идеални тим новајлија НБА — прва постава: 2020/21.